# Lens, Hainaut
Lenslà một đô thị ở tỉnh Hainaut. Tại thời điểm ngày 1 tháng 1 năm 2006 Lens có dân số 3.974 người. Tổng diện tích là 49,42 km² với mật độ dân số là 80 người trên mỗi km².
Lens tọa lạc dọc theo đường 56.